# Бартоломеус ван дер Гелст
Бартоломеус ван дер Гелст (нід. Bartholomeus van der Helst 1613, Гарлем — 1670, Амстердам) — голландський художник XVII ст.

## Маловідомий життєпис

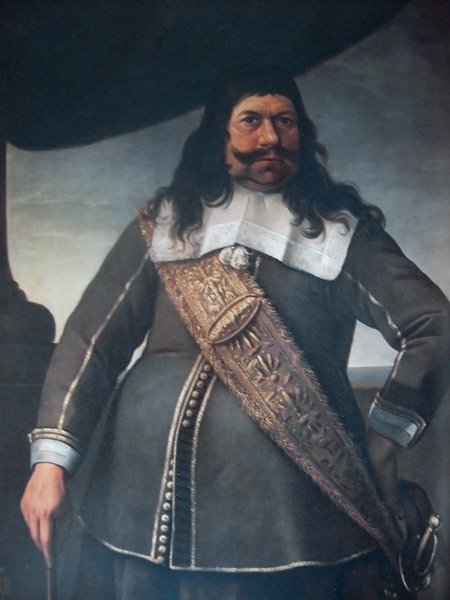
Бартоломеус ван дер Гелст. «Офіцер Енно Додес Стер», Музей, Гронінген.

Народився в голландському місті Гарлем. Син володаря корчми. Про ранні роки життя художника мало що відомо.
Нема ніяких відомостей про те, де чи у кого почав навчатися художньому ремеслу. За припущеннями, художню практику почав ще у Гарлемі.
1636 року перебрався на житло в Амстердам, де оженився. За припущеннями, художню практику удосконалював і художника Ніколаса Еліаса Пікеноя. Знав твори портретистів Франса Галса та Рембрандта. З останнім міг зустрітися в Амстердамі, де мешкав в ті ж роки. Але не знайдено жодних свідоцтв їх зв'язку чи навчання, перебування Гелста в майстерні Рембрандта. Нема також ніяких свідоцтв перебування ван дер Гелста в Італії на стажуванні.
1637 роком датована перша збережена картина ван дер Гелста — Портрет чотирьох членів правління Виховного Валлонського будинку.
Зберіг багатоколірну палітру в численних портретах і небагатьох картинах міфологічного характеру з оголеними жінками.
Брався портретувати будь-яких амстердамських бюргерів і брутальних офіцерів, закоснілих у дешевих розвагах, безпутстві і пиві («Офіцер Енно Додес Стер», Музей, Гронінген). Бруальних і примітивних вояків писав точно, буденно і нічим не намагався їх героїзувати. В цих портретах відсутні повага до портретованих і натяки на значущість, яких просто не було.
Гладенька емалева поверхня його творів імпонувала і багатіям. Митець виборов популярність і створив низку портретів як бюргерів, далеких від культури і освіти, так і пихатих багатіїв, що у всьому копіювали звички і моди аристократії. Спочатку зрівнявся, а потім перетнув популярність Рембрандта в портретному жанрі, що було вказівкою на аристократизацію портретного жанру в Голландії і перехід його на поверхневі та зовнішньо ефектні зразки.
Головними замовниками модного портретиста стають представники амстердамських багатіїв, а головними сюжетами картин — свята і збори стрільців, офіцерських зібрань, тодішніх ополченців, особи з керівництва численних прихистків і благодійних закладів, синдиків (багатих управителів) корпорацій в Амстердамі. Так, 1642 року ван дер Гелст створив портрет бургомістра Андріса Бикера з дружиною та сином.
Саме ван дер Гелсту замовили 1648 року великий за розмірами груповий портрет — «Урочистості з приводу укладання Мюнстерської мирної угоди». Бартоломеус ван дер Гелст підійшов до створення картини ремісниче і просто намалював низку вельможних замовників щільним натовпом, не опікуючись ні якоюсь композицією, ні колористичними пошуками.
Нечасто він робив також біблійні і міфологічні композиції, але всі вони не зігріті почуттями самого майстра. Це маловдалі чи натуралістичні твори з ознаками занепаду чи навіть кризи цього жанру в голландському мистецтві XVII ст. В цих творах ван дер Гелста ті ж зовнішня ефектність і поверхневість, як і в більшості його парадних портретів.
1654 року ван дер Гелст стане одним із засновників художньої гільдії св. Луки в Амстердамі. Гелст виборов фінансовий успіх, мешкав в Амстердамі до кінця життя. Доклав чималих зусиль до освіти сина, але Лодевейк ван дер Гелст не наслідував здібностей батька і наполовину і був пересічним і малоцікавим амстердамським художником.
Дата смерті Бартоломеуса ван дер Гелста невідома. Поховання відбулося 16 грудня 1670 року.

## Вибрані твори
- «Автопортрет з собакою»

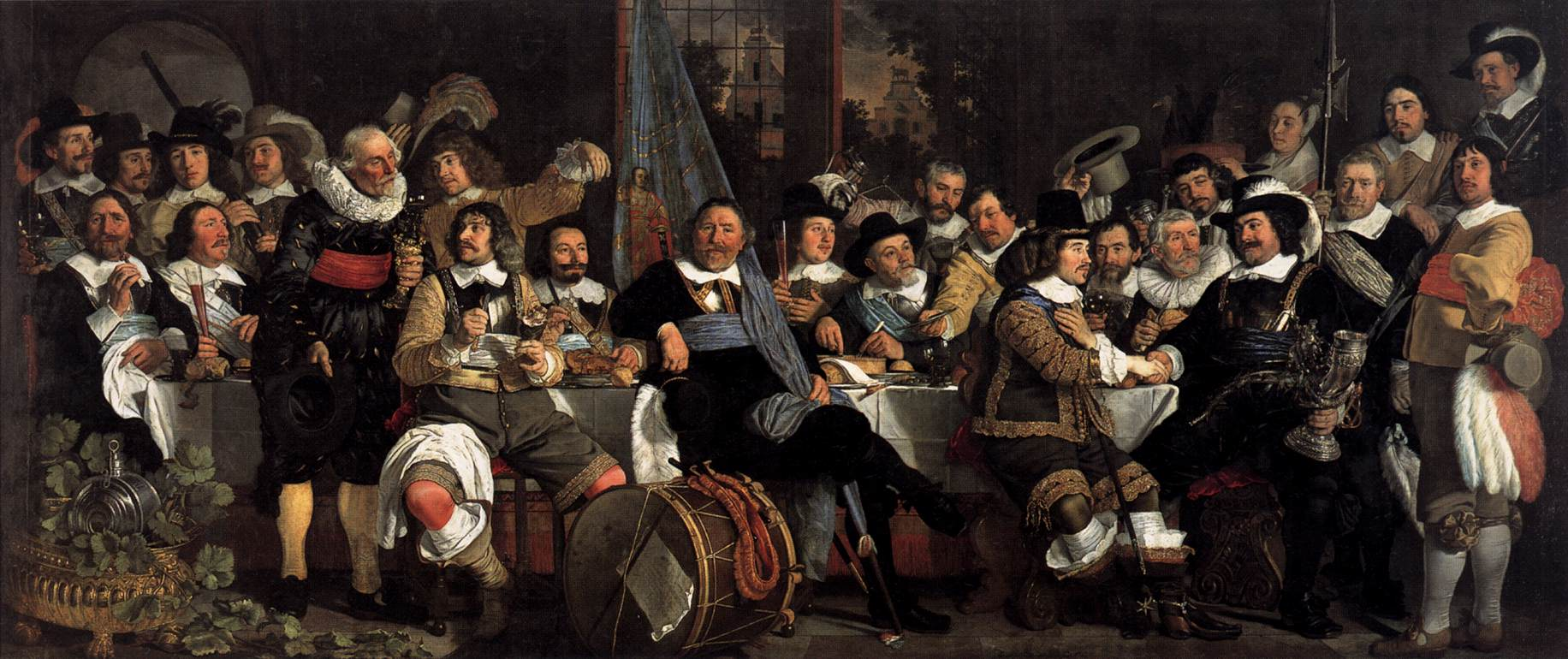
«Урочистості з приводу укладання Мюнстерської мирної угоди»

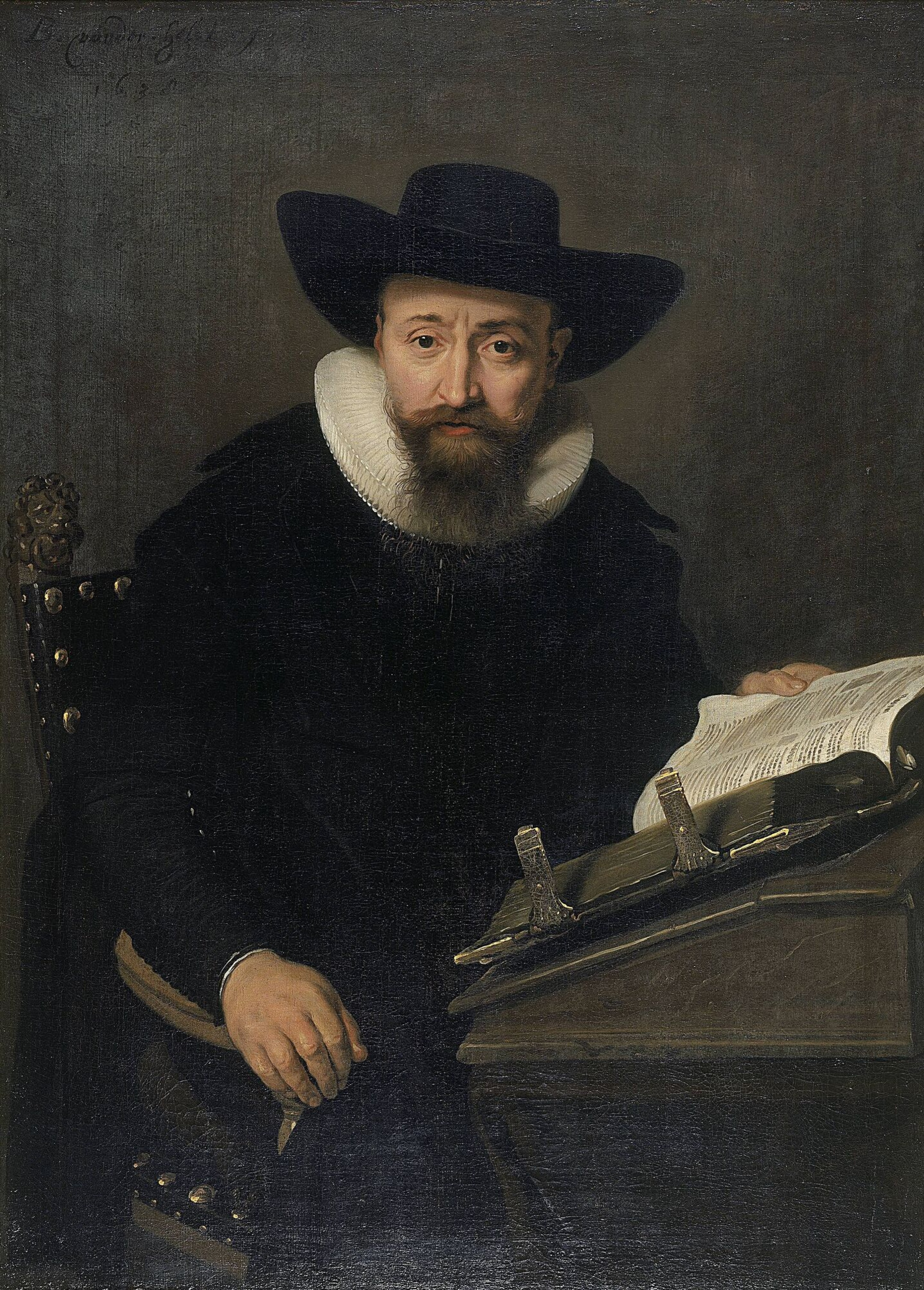
"Портрет протестантського місіонера з біблією ", 1638 р. Музей Бойманс ван Бенінгена. Роттердам

- «Груповий портрет регентів Виховного будинку Валлонії»
- «Портрет протестантського місіонера з біблією», 1638 р. Музей Бойманс ван Бенінгена, Роттердам
- «Офіцер Енно Додес Стер»
- «Урочистості з приводу укладання Мюнстерської мирної угоди»
- «Деніел Бернард в кабінеті», Музей Бойманс ван Бенінгена. Роттердам
- «Гертруда ден Дюббелде»
- «Офіцер Арт ван Ест»
- «Йоган де Ліфде»
- «Оголена пані з яблуком» («Венера» ?)
- «Портрет невідомого подружжя»
- «Амстердамські міські стрільці» (1653 р.)

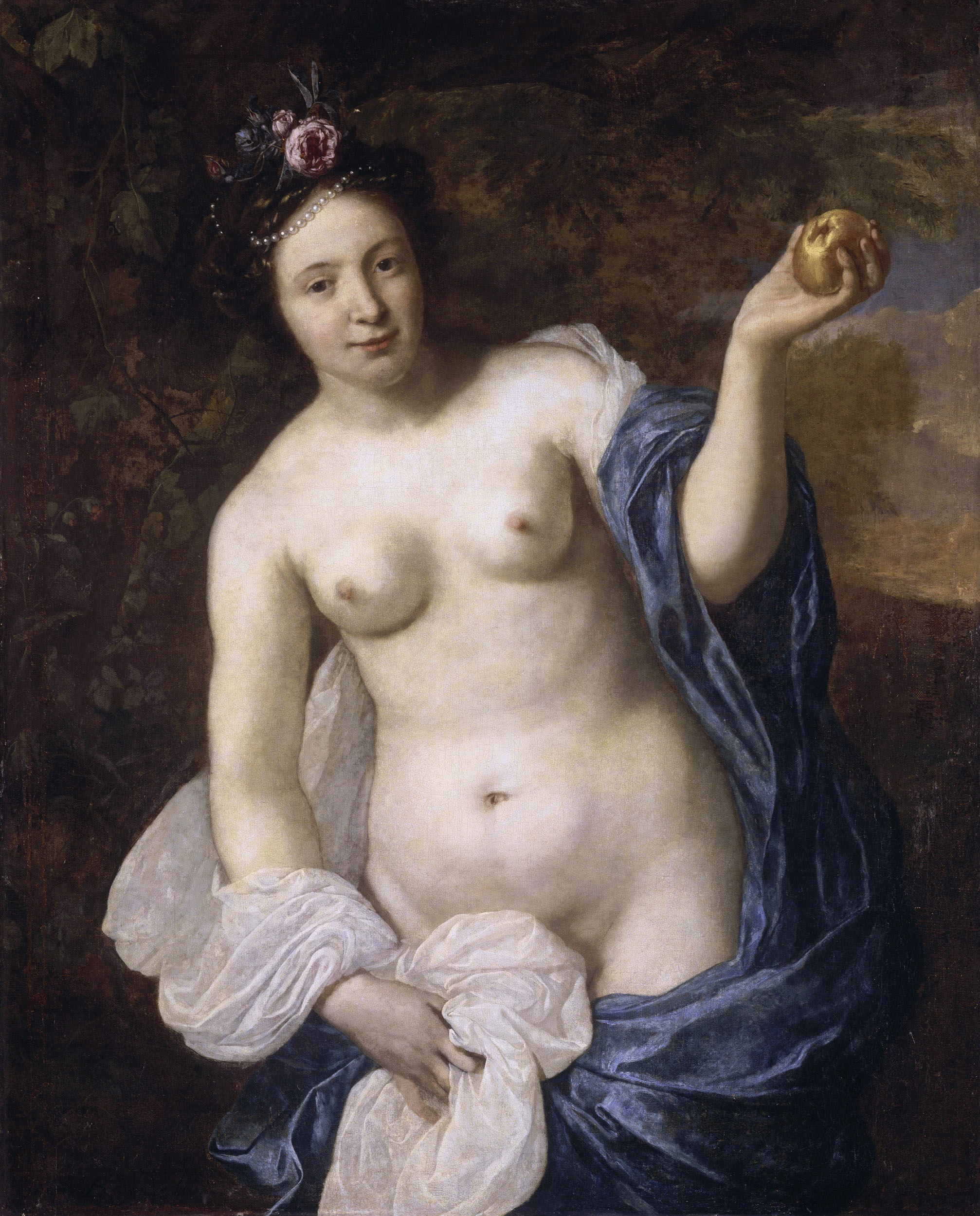
«Оголена пані з яблуком (Венера ?)», Палац красних мистецтв, Ліль, Франція

- «Родина Ріпмакер», 1669 р.

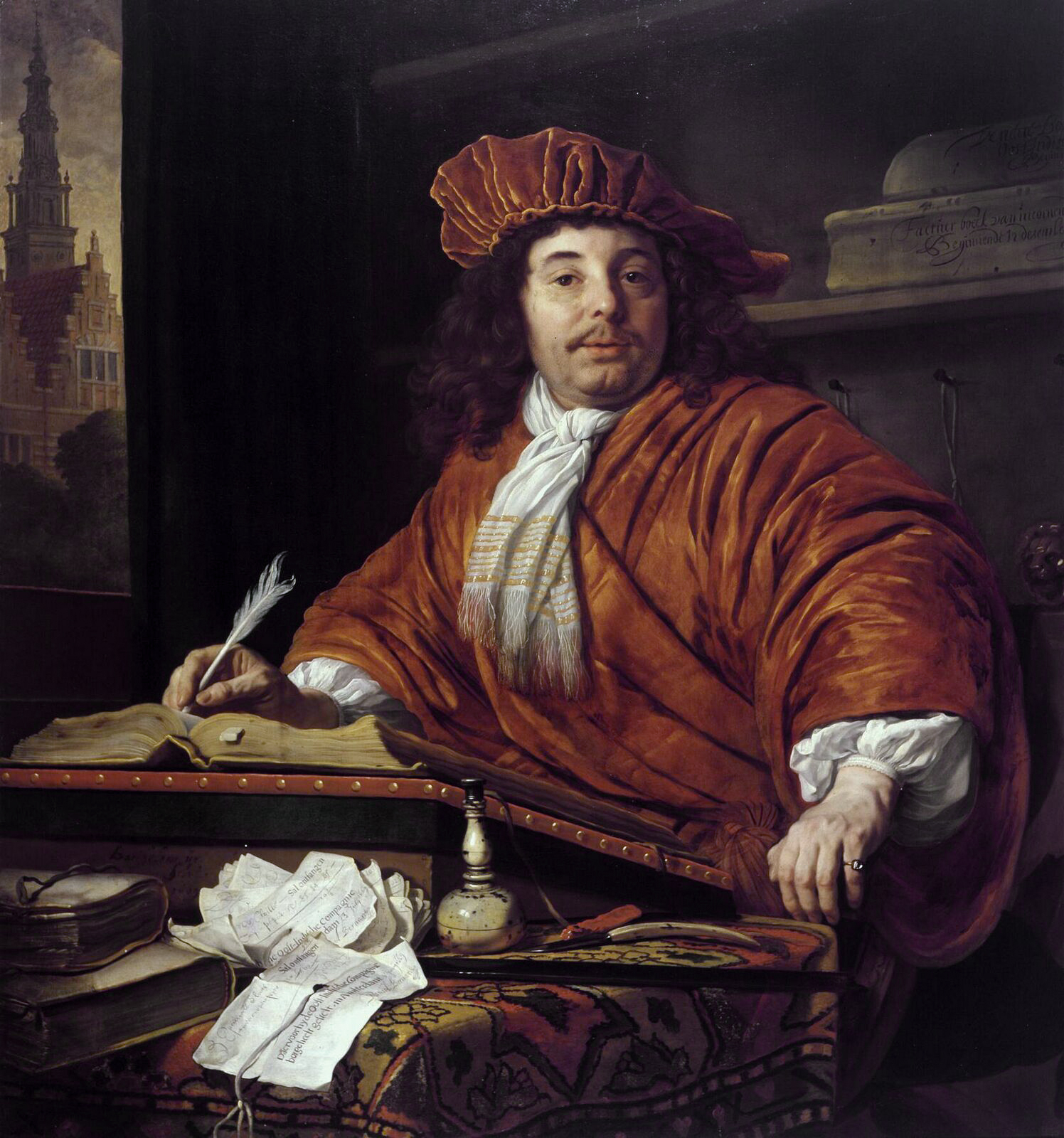
«Деніел Бернард в своєму кабінеті»
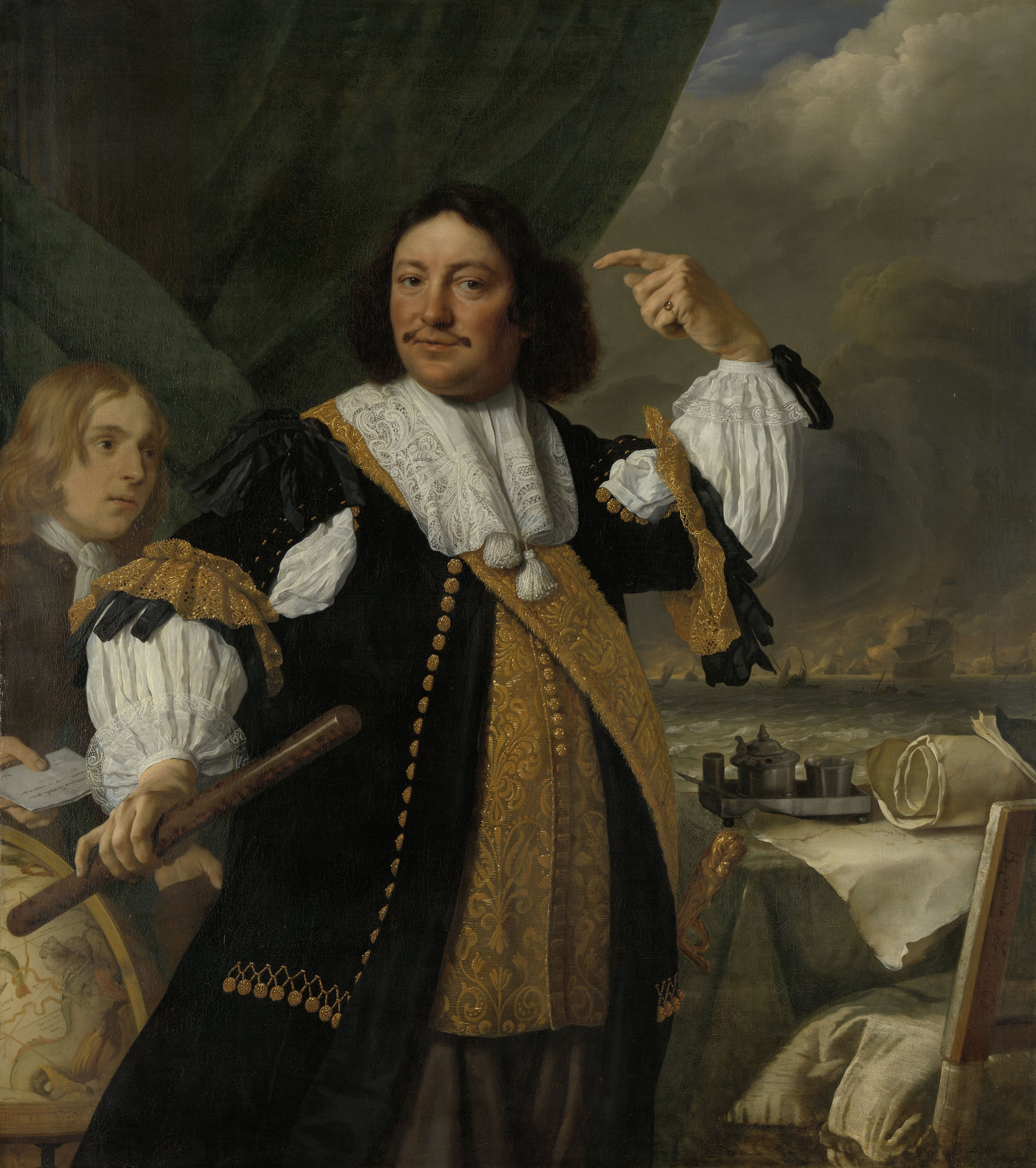
«Арт ван Нес, адмірал-лейтенант»
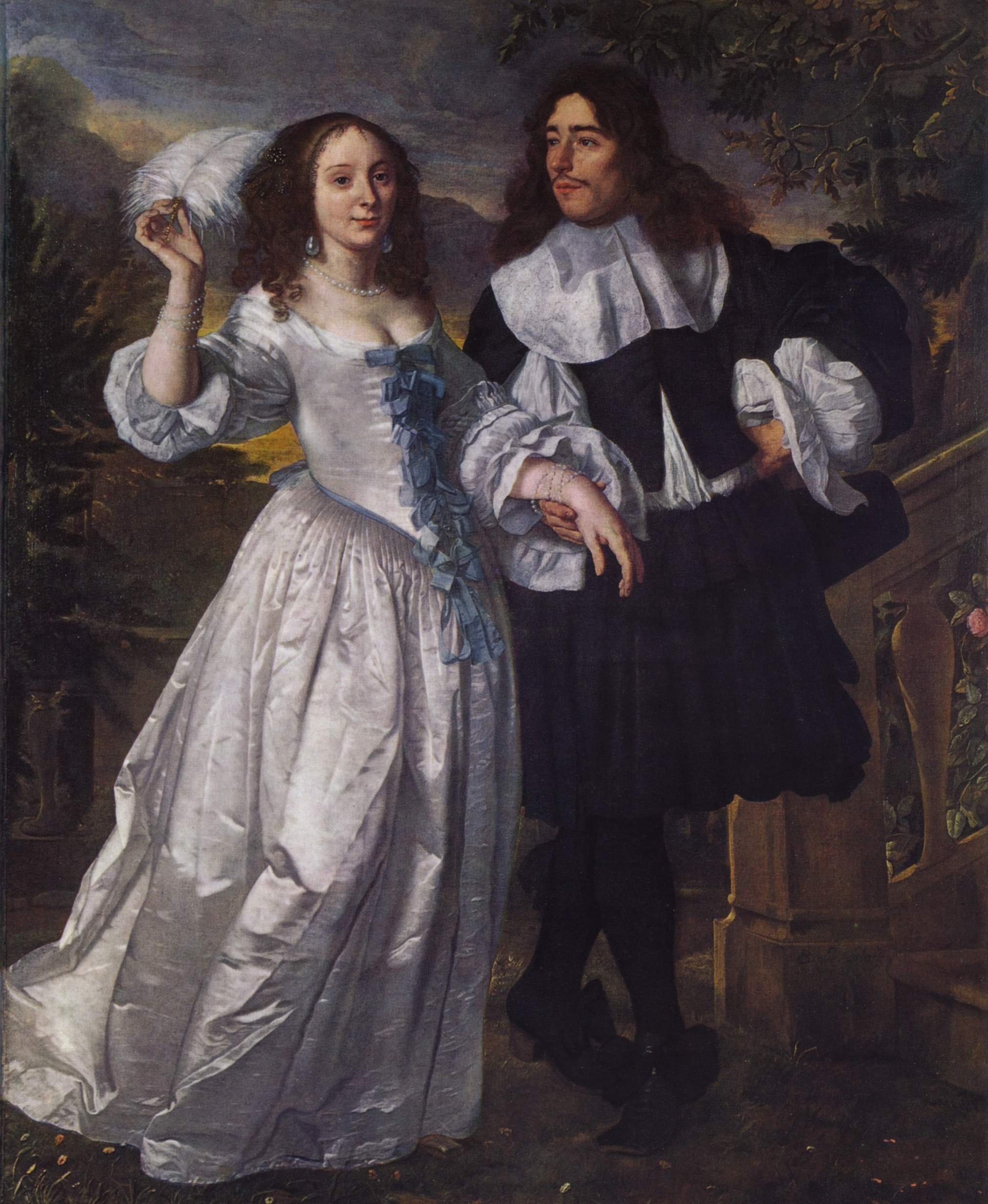
«Портрет невідомого подружжя»
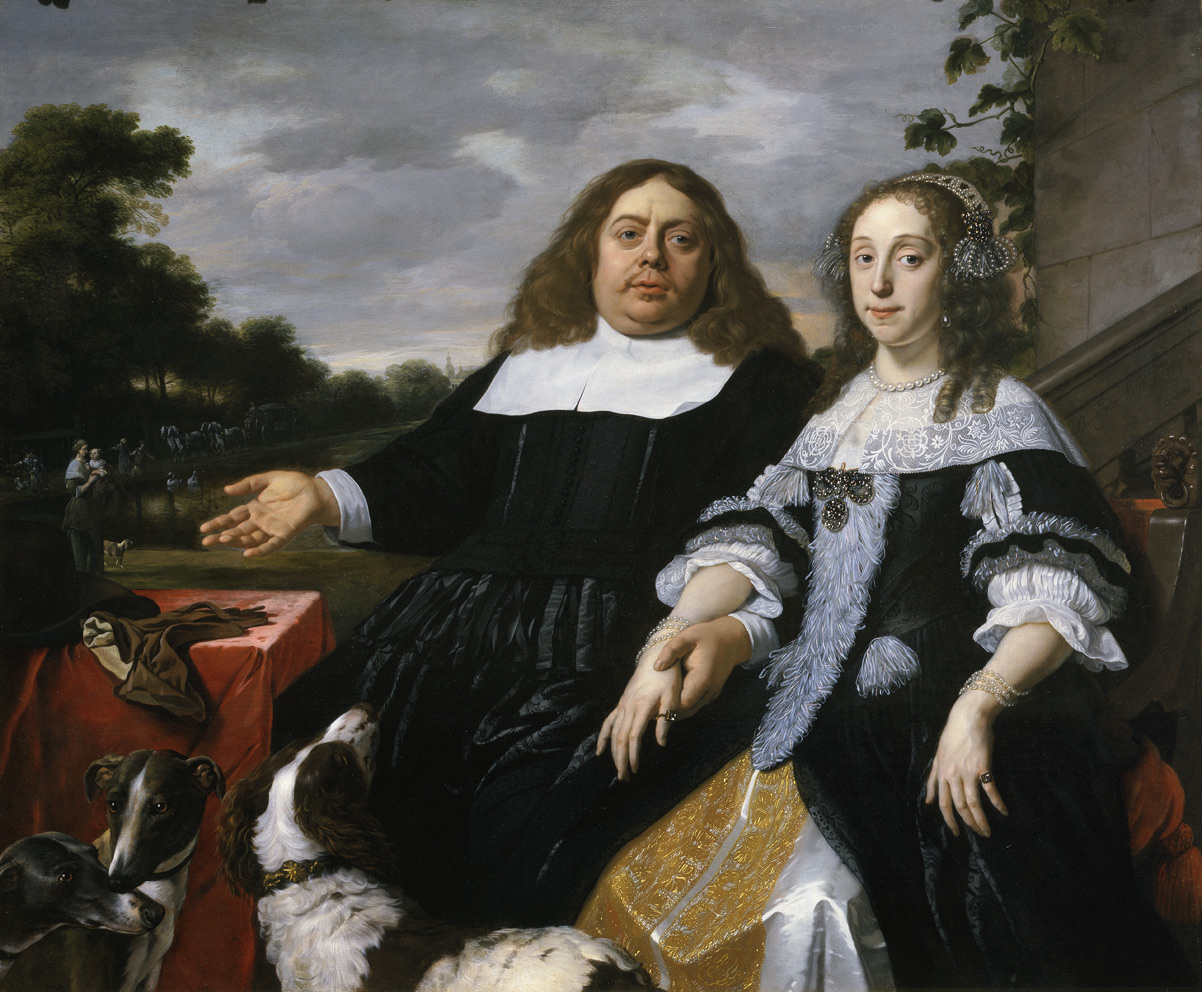
«Подвійний портрет Яна Гінлопена та Лючії Війбрантс»